# ドイッチュラント (客船・2代)
ドイッチュラント（独: SS Deutschland）は、ハンブルク・アメリカ・ラインen（略称　HAPAG/ハパグ）が所有していた客船。2度の改名を経て25年間使用され続けた。

## ドイッチュラントとして
ハンブルク・アメリカラインの社長であるアルベルト・バリーン（en)の構想に、ブルーリボン賞を奪取するような高速船就航する予定は無かった。その代りに北大西洋を往復する急行便には低速ではあるが、大型で貨客を多く輸送でき、かつ豪華で快適な船内サービスを提供可能な船隊で、同業他社に対抗しようと考えていた。ハンブルク・アメリカ・ラインの重役陣は北ドイツ・ロイド・ライン（略称　NDL　en）客船「カイザー・ヴィルヘルム・デア・グロッセ」の成功をみて、最高速船の就航が営業戦略上有利とみるとアルベルト・バリーンに新造船建造を具申した。これは新興ドイツ帝国の国威発揚と会社のイメージアップに寄与できる、と揺動も加えた。しかしアルベルト・バリーンは、時の皇帝、ヴィルヘルム2世の経済政策アドバイザーでもあり、「カイザー・ヴィルヘルム・デア・グロッセ」が王室と政府からの特別助成を受け、有事には仮装巡洋艦に転用する条件で建造された事情を知る立場として、通常の政府航路助成金と自社資金で賄うブルーリボン賞記録に適う高性能の新造船建造は、同じ特別助成は期待できず、予算度外視に等しい割高な船体価格に見合う収益計上には懐疑的だった。ときには世界初の大型クルーズ専用客船を新造するなど大胆な決断をするアルベルト・バリーンだったが計画的な経営戦略が信条で、この一過性のプランは受け入れられないものだった。ところが、予定外の米西戦争に自社船売却から余剰金が発生し、その代金を口実に迫る重役達に押しきられ渋々ながら本船の建造を決定してしまう。周囲希望に沿った船名「ドイッチュラント」を授け1900年に進水した。
予定通り大西洋横断を5日弱で成し遂げ、客船カイザー・ヴィルヘルム・デア・グロッセからブルーリボン賞を奪った。ハンブルク・アメリカ・ラインの所有する船舶で唯一煙突が4本取り付けられている船であり、全長684フィート、全幅67フィート、総トン数16,502トン、巡航速力22ノットで一等、二等、三等客を合わせた2,050名を運ぶことができた。
ドイッチュラントは高速ではあったが、決して快適とは言えなかったため乗客には不人気だった。一番の理由は激しい振動があり乗り心地が悪かったことにある。これはライバルのカイザー・ヴィルヘルム・デア・グロッセとほぼ同じくらいの船体サイズ に、石炭焚きレシプロ機関でそれより6,800馬力も大きいエンジンを搭載したためであった。

## ビクトリア・ルイゼとして
1910年、ドイッチュラント一隻では効率の良い配船も組めず、満足な収益を上げられない本船を大西洋定期便からはずし、大幅な改装を行った。エンジンは別のものに置き換えられ、船体は全てを白色で塗りなおし、乗客定員を一等のみの500名に減らし 1906年にジャマイカで難破したクルーズ客船の嚆矢、「プリンセシン・ヴィクトリア・ルイゼen」の後継に「ビクトリア・ルイゼ（Viktoria Luise）」と改名され、クルーズ専用として、主にバルト海・地中海水域に活躍の場を移した。

## ハンザとして
ビクトリア・ルイゼはドイツ政府による第一次世界大戦での徴用は免れ、終戦による戦勝国へ賠償船譲渡も旧式船として割り当てから外れた。1921年、「ハンザ（Hansa）」と改名した本船はスティアレッジ・クラスの移民船として運航されたが、アメリカ合衆国が移民法改正による制限を設けたため、この航海は成功したとは言えず、ハンザは1925年にスクラップとなった。

## 参考資料
- NTT出版『豪華客船の文化史』野間恒著　1993年4月 ISBN 4-87188-210-1

| 記録                                        | 記録                                                      | 記録                              |
| ------------------------------------------- | --------------------------------------------------------- | --------------------------------- |
| 先代 カイザー・ヴィルヘルム・デア・グロッセ | ブルーリボン賞 (船舶)（西回り航路）保持船舶 1900年~1902年 | 次代 クロンプリンツ・ヴィルヘルム |
| 先代 カイザー・ヴィルヘルム・デア・グロッセ | ブルーリボン賞 (船舶)（東回り航路）保持船舶 1900年~1904年 | 次代 カイザー・ヴィルヘルム2世    |
| 先代 クロンプリンツ・ヴィルヘルム           | ブルーリボン賞 (船舶)（西回り航路）保持船舶 1903年~1907年 | 次代 ルシタニア                   |